# Canis lupus alces
El lobo gigante de Kenai (Canis lupus alces) es una subespecie extinta de lobo gris (Canis lupus), un mamífero carnívoro de la familia de los cánidos, que habitaba en la península de Kenai en el sur de Alaska.
Era una de las 4 subespecies que han sido clasificadas en Alaska. Se considera la subespecie de lobo gris más grande de cuantas han habitado y habitan en el planeta, recibiendo el apelativo de  lobo gigante de Kenai pues los machos pesaban una media de 90 kilogramos en estado adulto, con una altura al hombro en ocasiones superior a los 110 centímetros y una longitud incluyendo la cola (50cm) de 220 cm. Este importante tamaño le obligaba a alimentarse con mayor frecuencia y le permitía cazar a su principal presa, el alce, de donde derivó su nombre trinomial científico. 
Los primeros ejemplares fueron descritos por colonos llegados a finales del siglo XIX a la península de Kenai. La caza excesiva y sobre todo el envenenamiento diezmaron la población, como resultado hacia 1925 se produjeron los últimos avistamientos probados de ejemplares lo que hace que se establezca esta fecha como la más cercana a su extinción. Tiempo después algunos habitantes creen haber visto ejemplares en la zona si bien hasta la década de los años 60 no se volvieron a constatar fehacientemente la presencia en la región de lobos,  supuestamente pertenecientes a otras subespecies , aunque se tiene constancia por estudios de adn que algunos ejemplares de lobo de la Península de Kenai se cruzaron con ejemplares pertenecientes a otras subespecies. Algunos expertos consideran que la falta de datos sobre su existencia tampoco garantiza su absoluta desaparición.